# Blå gräsfibbla

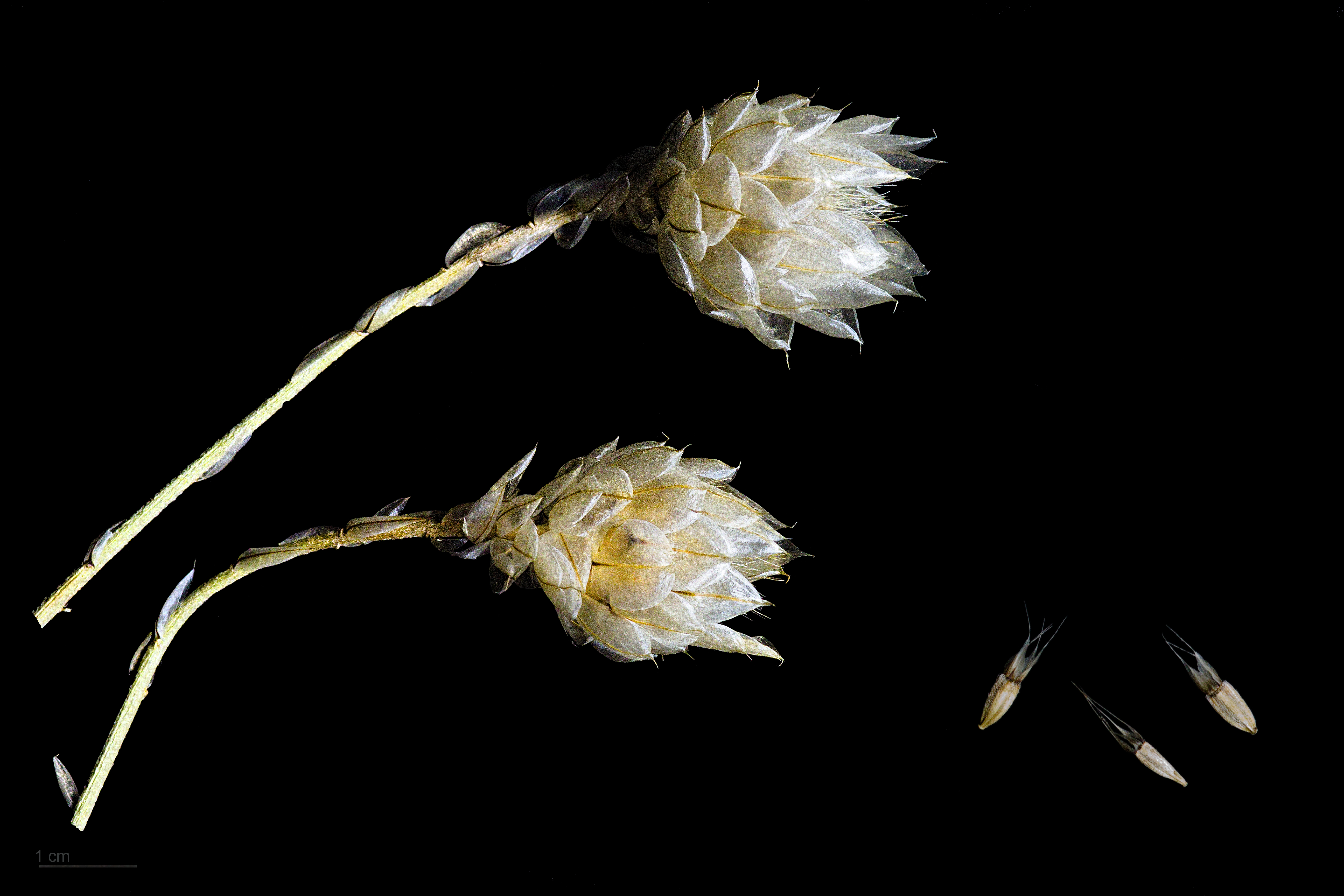
Catananche caerulea

Blå gräsfibbla (Catananche caerulea) är en växtart i familjen korgblommiga växter från sydvästra Europa och Nordafrika.

## Synonymer
f. caerulea
Catananche caerulea var. armerioides Debeaux
Catananche propinqua Pomel
Cupidonia caerulea (L.) Bub.
f. albiflora H.Lindb.
Catananche bicolor hort.
Catananche caerulea 'Alba'
Catananche caerulea 'Bicolor'
Catananche caerulea f. bicolor hort.